# Pablo Ibáñez
Pablo Ibáñez Tebar (* 3. August 1981 in Madrigueras) ist ein spanischer Fußballspieler. Der Innenverteidiger spielte mehrere Jahre in der spanischen Nationalmannschaft.

## Sportlicher Werdegang

### Vereinskarriere
Ibáñez war bis 2004 beim spanischen Club Albacete Balompié aktiv, bis er 2004 zu Atlético Madrid wechselte. An der Seite von Luis Amaranto Perea bildete er das Innenverteidigerduo des Hauptstadtklubs. Auch nach der Verpflichtung von Tomáš Ujfaluši im Sommer 2008 kam er noch regelmäßig zu Spielzeit, wenngleich er unter Trainer Abel Resino nicht mehr unumstritten war. Nachdem mit Quique Sánchez Flores im Oktober 2009 ein neuer Trainer verpflichtet worden war, der vermehrt auf Ujfaluši und den im Sommer 2009 zum Klub gestoßenen Juan Gutiérrez Moreno setzte, kam er kaum noch zu Einsatzzeit. Während die Mannschaft in der UEFA Europa League 2009/10 den Titel gewann, gehörte er beim Endspiel nicht einmal zum 18 Spieler umfassenden Kader.
Im Sommer 2010 kündigte Ibáñez seinen Abschied aus Spanien an. Neuer Arbeitgeber wurde der englische Klub West Bromwich Albion in der Premier League. Er blieb dort aber für nur eine Saison und wechselte im Sommer 2011 zu Birmingham City.

### Nationalmannschaft
In der spanischen Nationalmannschaft gab er am 17. November 2004 gegen England (1:0) sein Länderspieldebüt. In der Folge hielt er sich im Kreis der Landesauswahl, mit der er an der Weltmeisterschaft 2006 teilnahm und bis zum Ausscheiden im Achtelfinale gegen Frankreich drei Turnierspiele bestritt. Auch anschließend gehörte er regelmäßig zur Auswahl, verlor jedoch im Laufe des Jahres 2007 seinen Stammplatz in der Abwehr. Anfang 2008 noch im Kader, berief ihn Luis Aragonés nicht für den Kader zur Europameisterschaft 2008.